# Marie Redonnet
Marie Redonnet (* 1948 in Paris) ist eine französische Schriftstellerin und Literaturwissenschaftlerin.

## Leben und Werk
Martine L'Hospitalier bestand die Agrégation und habilitierte sich 1998 an der Sorbonne mit der Arbeit Jean Genet, le poète travesti. Portrait d'une œuvre (Grasset, Paris 2000). 1985 begann sie unter dem Pseudonym Marie Redonnet eine Karriere als Schriftstellerin. Einem Gedichtband Le Mort et Cie (1985) folgten von 1986 bis 2018 zehn Romane (Splendid Hôtel, Doublures, Forever Valley, Rose Mélie Rose, Candy Story, Nevermore, L'Accord de paix, Diego, La Femme au colt 45, Trio pour un monde égaré), die in einem eigenwilligen kindlichen Stil geschrieben sind und oft absurde Ereignisse beinhalten. Der Roman Forever Valley wurde von Gérard Pesson zu einer Oper verarbeitet. Für die deutsche Übersetzung dieses Romans erhielt Julia Schoch 2004 den Stefan-George-Preis für Übersetzer französischer Literatur, doch wurde die Übersetzung bislang nicht veröffentlicht.
Marie Redonnets Theaterproduktion (Tir & Lir, Mobie-Diq, Seaside, Le Cirque Pandor, Fort Gambo) erinnert an Samuel Beckett. Ab 2000 lebte sie zeitweise in Marokko, seit 2016 in Aix-en-Provence.
Die Literaturwissenschaft hat an ihren Werken ein lebhaftes Interesse. Einer ihrer Romane ist ins Deutsche übersetzt.

## Werke (soweit auf Deutsch erschienen)
- La Femme au colt 45. Le Tripode, Paris 2015.
  - (deutsch) Die Frau mit dem 45er Colt. Alexander, Berlin 2017. (übersetzt von Uli Wittmann), ISBN 978-3-89581-454-9

### Handbuchliteratur
- Jean-Michel Maulpoix: Histoire de la littérature française. XXe. 1950/1990. Hatier, Paris 1991, S. 430–431.